# Observatorul Konkoly

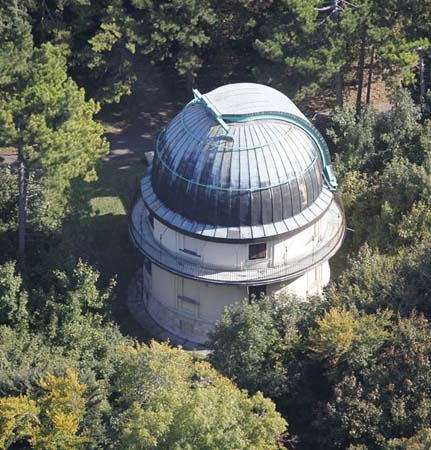
Fotografie aeriană a
Observatorului Konkoly

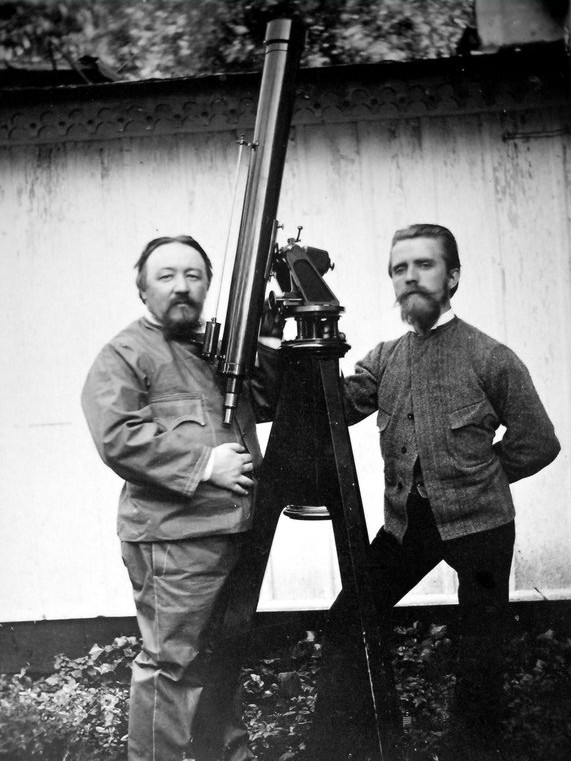
Miklós Konkoly-Thege și Hermann Kobold

Observatorul Konkoly (în maghiară: Konkoly Obszervatórium) este un observator astronomic gerat de Academia Maghiară de Științe din Budapesta. A fost fondat în 1871 de Miklós Konkoly-Thege, ca observator astronomic privat.

## Directori
- 1899-1916: Miklós Konkoly-Thege
- 1916-1936: Antal Tass
- 1936-1938: Károly Mora
- 1938-1943: Károly Lassovszky
- 1943-1974: László Detre
- 1974-1996: Béla Szeidl
- 1997-2009: Lajos Balázs
- 2010-2015: Ábrahám Péter
- De la 1 ianuarie 2016, László Kiss